# Bryan Grill
Bryan Marc Grill (* 25. März 1965) ist ein VFX Supervisor, der 2011 für Hereafter – Das Leben danach für den Oscar in der Kategorie Beste visuelle Effekte nominiert wurde.

## Leben
Grill begann seine Karriere als Nachtrezeptionist beim Visual Effects Unternehmen Post Group in Hollywood. Dort arbeitete er sich ohne entsprechende Ausbildung bis zum Editor hoch. Nach sechs Jahren wechselte er zu Digital Magic, wo er an dem Kinofilm Star Trek: Treffen der Generationen und der Fernsehserie Star Trek: Deep Space Nine mitwirkte. 1995 wechselte er zu dem 1993 von Scott Ross, James Cameron und Stan Winston gegründeten Spezialeffekt-Unternehmen Digital Domain. Dort arbeitete er sich vom Compositer bei seinem ersten Film Apollo 13 bis zum VFX Supervisor bei Produktionen wie Der goldene Kompass und Pirates of the Caribbean – Am Ende der Welt nach oben.
2009 wechselte er zu Scanline VFX, wo er an der Realisierung von Filmen wie 2012, Der Ghostwriter und Hereafter – Das Leben danach beteiligt war. 2011 wurde er für Hereafter – Das Leben danach zusammen mit Michael Owens, Stephan Trojansky und Joe Farrell für den Oscar in der Kategorie Beste visuelle Effekte nominiert.

## Filmografie (Spezialeffekte)
- 1995: Apollo 13
- 1996: Außer Kontrolle (Chain Reaction)
- 1996: T2 3-D: Battle Across Time
- 1997: Das fünfte Element (The Fifth Element)
- 1997: Titanic
- 1997: Ghosts
- 1998: Armageddon – Das jüngste Gericht (Armageddon)
- 1998: Species II
- 1999: Being John Malkovich
- 2000: Der Grinch (How the Grinch Stole Christmas)
- 2000: Supernova
- 2001: Stormrider
- 2002: Star Trek: Nemesis
- 2002: The Time Machine
- 2002: xXx – Triple X (xXx)
- 2004: The Day After Tomorrow
- 2005: Stealth – Unter dem Radar (Stealth)
- 2006: Flags of Our Fathers
- 2006: Letters from Iwo Jima
- 2007: Der goldene Kompass (The Golden Compass)
- 2007: Pirates of the Caribbean – Am Ende der Welt (Pirates of the Caribbean: At World’s End)
- 2009: 2012
- 2009: G.I. Joe – Geheimauftrag Cobra (G.I. Joe: The Rise of Cobra)
- 2010: Der Ghostwriter (The Ghost Writer)
- 2010: Gullivers Reisen – Da kommt was Großes auf uns zu (Gulliver’s Travels)
- 2010: Hereafter – Das Leben danach (Hereafter)
- 2012: Marvel’s The Avengers (The Avengers)
- 2014: The Return of the First Avenger (Captain America: The Winter Soldier)
- 2015: San Andreas
- 2018: Black Panther